# Meister der kleinen Landschaften

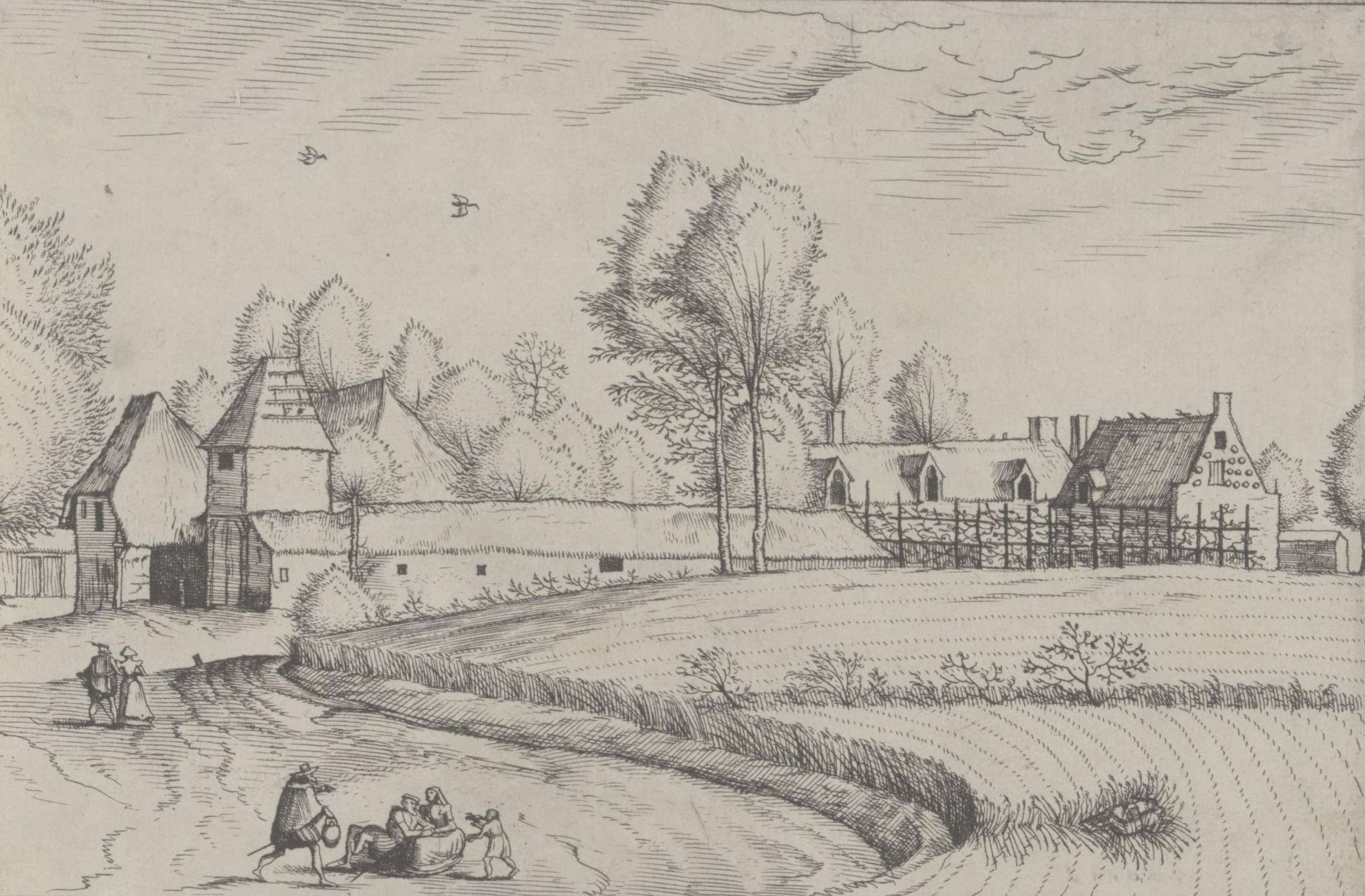
Meister der kleinen Landschaften, Landhäuser, Paare und Kornfelder im Vordergrund

Als Meister der kleinen Landschaften wird ein flämischer Zeichner aus der Mitte des 16. Jahrhunderts bezeichnet. Der namentlich nicht bekannte Künstler erhielt seinen Notnamen nach einer Serie von 44 Kupferstichen mit Landschaftsbildern, die nach seinen zeichnerischen Vorlagen erstellt wurden. Zeichnungen des Meisters werden als bedeutende Beispiele der Entstehung der niederländischen Landschaftsmalerei als selbständiges Genre betrachtet.

## Kupferstiche
Die namensgebenden Kupferstiche des Meisters der kleinen Landschaften zeigen meist Dorf- und Stadtansichten und wurden zuerst in zwei getrennten Büchern von Hieronymus Cock herausgegeben. Die Stiche wurden wahrscheinlich von Jan und Lucas van Doetechum graviert:
- Antwerpen 1559 - 14 Stiche in:
  - Multifarium casularum  ruriumque lineamenta curiose ad vivum expressa
- Antwerpen 1561 - 30 Stiche in:
  - Praediorum villarum et rusticarum caularum icons elegantissimi

Eine Ausgabe beider Bände zusammen erschien ebenfalls 1561.
Eine weitere Herausgabe der Stiche erfolgte dann durch Theodor Galle in Antwerpen im Jahr 1601. Weiter Ausgaben folgten.

## Kunsthistorische Bedeutung
Als eines der frühen Beispiele niederländischer Landschaftsbetrachtung wird das Werk des namentlich nicht bekannten Meisters der kleinen Landschaften von Experten zum bedeutenden zeichnerischen Schaffen des 16. und 17. Jahrhunderts gerechnet. Es zeigt die Entstehung (Genese) einer niederländischen Landschaftsmalerei, mit der sich Landschaftsdarstellung zu einem eigenständigen Genre entwickelt. Die Bilder des Meisters belegen, wie eine neue  europäische Landschaftswahrnehmung in den Niederlanden ihren Anfang nimmt und Bilder entstehen, die einzig und allein Natur zeigen wollen.
Landschaftsbilder wie die des Meisters der kleinen Landschaften beeinflussten wohl auch das Werk Pieter Bruegel d. Ä. und seiner Nachfolger. Sie sind somit Vorläufer und eventuell Vorbilder der nach dem Waffenstillstand von Antwerpen im Achtzigjährigen Krieg dann in der Periode des Friedens um 1610 wachsenden Produktion von Gemälden dieser Art in den südlichen Niederlanden, die Betrachtung der Werke des Meisters gibt somit auch den Anfang zur Interpretation der politischen und wirtschaftlichen Lage der Kunst des frühen 17. Jahrhunderts in Flandern und Brabant.

## Identifizierungsversuche
Die ersten Ausgaben von H. Cock nannten den Künstler der Vorlagen der Kupferstiche nicht beim Namen. In der Ausgabe durch Theodor Galle in Antwerpen im Jahr 1601 wurden die Vorlagen dann als ein Werk des Cornelis Cort bezeichnet. Weitere Ausgaben versuchten diese Stiche als ein Werk Pieter Breugels zu verkaufen. Allerdings wurde diese Zuordnung in der Kunstgeschichte als nicht richtig gefunden. Verschiedentlich wurde dann vorgeschlagen, Zeichnungen aus der Hand des Künstlers der von Cock herausgegebenen Kupferstiche einem Hans Bol, Cornelis van Dalem, Cornelis Massys oder auch anderen niederländischen Zeichnern zuzuordnen. Heute werden solche Werke allgemein aber dem anonym gebliebenen Meister der kleinen Landschaften zugeordnet. Die Fülle der Namen, die zur Identifizierung des Meisters im Laufe der Zeit herangezogen wurden stellt allerdings die Frage, ob alle diesem Künstler zugeordneten Zeichnungen aus seiner Hand sind oder ob nicht doch einige von anderen Meistern stammen könnten.